# Rolf Schörken
Rolf Schörken (* 12. August 1928 in Barmen; † 31. August 2014) lehrte als Professor von 1974 bis 1993 Geschichtsdidaktik und Politikdidaktik an der Universität Duisburg.

## Leben und Wirken
Schörken erlebte den Kriegsdienst von 1944 bis 1945 als Luftwaffenhelfer bei der schweren Flak im Raum Wuppertal, Dorsten und Recklinghausen und fiel verwundet in Kriegsgefangenschaft. Er studierte Geschichte, Germanistik und Philosophie in Tübingen, Freiburg und Bonn und war in Düsseldorf im höheren Schuldienst und als Oberschulrat tätig, bevor er an die Universität wechselte.
Er befasste sich mit lerntheoretischen Fragen und Grundlagen der Entstehung von Geschichtsbewusstsein (Geschichte in Wissenschaft und Unterricht 1970/1972) sowie Geschichte im Alltagsbewusstsein nach Alfred Schütz. Später gab er Anstöße zur Wiederentdeckung der Geschichtserzählung und der Aufklärung über die Bedeutung der historischen Imagination (1994). Er war ab 1970 langjährig Vorsitzender der Richtlinienkommission Politische Bildung für den Politikunterricht in Nordrhein-Westfalen. 1980 prägte er den Begriff Didaktik des Fremdverstehens. 
Historische Werke schrieb er über die Jugend 1945 (Flakhelfergeneration) und Jugendkultur. 

## Ehrungen
- 2012: Verdienstkreuz am Bande der Bundesrepublik Deutschland

## Werke (Auswahl)
- Geschichte in der Alltagswelt: wie uns Geschichte begegnet und was wir mit ihr machen. Stuttgart 1981. ISBN 3-12-915520-1
- Historische Imagination und Geschichtsdidaktik. Paderborn 1994. ISBN 3-506-78129-4
- Begegnungen mit Geschichte. Vom außerwissenschaftlichen Umgang mit der Historie in Literatur und Medien. Stuttgart 1995.
- Jugend 1945: Politisches Denken und Lebensgeschichte. Fischer TB, Frankfurt/M. 2005. ISBN 3-596-16836-8 (zuerst 1990)
- Indianer spielen und marschieren. Kindheit und Kinderkultur in Barmen der 1930er Jahre. Wuppertal 2006.
- Als sich die Türen öffneten. Anfänge neuen Denkens nach 1945. Schwalbach/Ts. 2012. ISBN 978-3-89974768-3